# لی کانل
لی کانل (انگلیسی: Lee Connell؛ زادهٔ ۲۴ ژوئن ۱۹۸۱) بازیکن فوتبال اهل بریتانیا است.
از باشگاه‌هایی که در آن بازی کرده‌است می‌توان به باشگاه فوتبال رادکلیف بورو، باشگاه فوتبال رامزبوتوم یونایتد، باشگاه فوتبال بیکاپ بورو، و باشگاه فوتبال بری اشاره کرد.